# Real Sociedad de Fútbol 2013-2014
Questa voce raccoglie le informazioni della Real Sociedad nelle competizioni ufficiali della stagione 2013-2014.

## Stagione
La Real Sociedad partecipa per la 68ª volta nella sua storia nella Liga.
Inoltre competerà in Champions League, competizione alla quale non partecipa da dieci anni esatti, ovvero dalla stagione 2003-2004, quando fu il Lione, la stessa squadra con cui si è giocata la partecipazione alla massima competizione europea quest'anno, a battere la Real Sociedad con un complessivo 2-0 agli ottavi di finale.
La Real, con la partita di sabato alle 17:00 contro il Getafe apre la Liga. Di conseguenza il successo per 2-0 e il momentaneo primo gol di Vela sono rispettivamente la prima vittoria e la prima rete della Primera División.
La successiva partita ufficiale è lo spareggio di Champions League contro il Lione che viene vinto dall'Erreala con le belle reti del tifoso dello stesso Lione Griezmann (mezza rovesciata) e dell'ex viola Seferović, che sigla il secondo gol in una partita vinta meritatamente dalla Real Sociedad, la quale coglie anche un palo.
La seconda giornata vede una Real in casa dell'Elche che non va oltre il pari: dopo essere passata in svantaggio un gol del solito Vela rimette le cose a posto. Il ritorno dello spareggio di Champions mostra però un'altra squadra, che domina l'avversario e vince con una doppietta del messicano. Come all'andata i baschi prendono un palo con Seferovic, ma questo non impedisce di festeggiare il ritorno ai gironi di Champions dopo 10 anni.
Dopo la qualificazione alla fase finale della massima competizione europea, l'Erreala subisce la prima sconfitta stagionale. All'Anoeta arriva l'Atlético Madrid del Cholo Simeone che si impone per 2-1 su un avversario che non si esprime al meglio delle sue capacità, anche se inizia bene la partita e manca la rimonta finale grazie all'ottima serata del portiere ospite Thibaut Courtois. In casa del Levante per la giornata successiva la squadra di San Sebastián si ferma sullo 0-0 dopo aver avuto più occasioni nel primo tempo, ma anche a seguito di un calo avvenuto alla distanza. Il momento poco positivo della Real, che è continuato nel già citato quarto turno di campionato, prosegue anche in Champions League, anche se in questo caso considerando prettamente il risultato. La sconfitta casalinga contro lo Shakhtar Donetsk ha visto infatti la squadra spagnola giocare meglio dell'avversario, il quale ha avuto il merito di essere più cinico e finalizzare due delle poche occasioni avute. Oltretutto Vela ha preso la traversa sul punteggio di uno a zero, e nei minuti finali si è infortunato Granero, subentrato a partita in corso, e che ha giocato solo sette minuti.
La squadra basca fatica anche in campionato, ottenendo un punto alla 5ª giornata e perdendo malamente contro il Barcellona: la partita comincia con un incrocio colpito da Seferović, poi i padroni di casa cominciano a fare gioco e passano dopo quattro minuti causa un errore del portiere. Comincia in questo momento un netto dominio blaugrana che porta alla vittoria per 4-1 e a un tiro di Messi che prende prima la traversa e poi il palo e nel recupero un legno colto da Sánchez.

## Maglie e sponsor
Ecco le maglie usate dalla Real Sociedad nella stagione 2013-2014.
|  | Casa | Trasferta |

## Organigramma societario
Area direttiva
- Presidente: Jokin Aperribay
- Vicepresidente: Mikel Ubarrechena Pison
- Consiglieri: Nekane Soria Garcia, Joseba Ibarburu Uranga, Juanjo Arrieta Urisabel, Jose Luis Goñi Zaratiegui, Jose Antonio Lizaso Arrizabalaga, Jesus Ruiz Galarraga, Ignacio Serrats Urrecha, Gurutz Linazasoro Cristobal, Alex Uranga Sarasola e Aitor Diaz de Mendibil Garcia

Area organizzativa
- Segretario del consiglio: Angel Oyarzun Narvaez

Area tecnica
- Allenatore: Jagoba Arrasate
- Allenatore in seconda: Txema Lumbreras
- Terzo allenatore: Bittor Alkiza
- Preparatore dei portieri: Roberto Navajas
- Preparatore atletico: Karla Larburu

Area sanitaria
- Recupero infortunati: Juan Carlos Samaniego Mijangos

## Rosa
Rosa aggiornata al 2 febbraio 2014.
| N. |                     | Ruolo | Calciatore               |
| -- | ------------------- | ----- | ------------------------ |
| 1  | Cile (bandiera)     | P     | Claudio Bravo            |
| 2  | Spagna (bandiera)   | D     | Carlos Martínez          |
| 3  | Spagna (bandiera)   | D     | Mikel González           |
| 4  | Spagna (bandiera)   | C     | Gorka Elustondo          |
| 5  | Spagna (bandiera)   | C     | Markel Bergara           |
| 6  | Spagna (bandiera)   | D     | Iñigo Martínez           |
| 7  | Francia (bandiera)  | A     | Antoine Griezmann        |
| 8  | Svizzera (bandiera) | A     | Haris Seferović          |
| 9  | Spagna (bandiera)   | A     | Imanol Agirretxe         |
| 10 | Spagna (bandiera)   | C     | Xabier Prieto (Capitano) |
| 11 | Messico (bandiera)  | A     | Carlos Vela              |
| 13 | Spagna (bandiera)   | P     | Eñaut Zubikarai          |
| 14 | Spagna (bandiera)   | C     | Rubén Pardo              |
| 15 | Spagna (bandiera)   | D     | Ion Ansotegui            |
| 16 | Spagna (bandiera)   | C     | Sergio Canales           |

| N. |                    | Ruolo | Calciatore          |
| -- | ------------------ | ----- | ------------------- |
| 17 | Spagna (bandiera)  | C     | David Zurutuza      |
| 18 | Uruguay (bandiera) | A     | Gonzalo Castro      |
| 19 | Algeria (bandiera) | D     | Liassine Cadamuro   |
| 20 | Spagna (bandiera)  | D     | José Ángel          |
| 21 | Uruguay (bandiera) | A     | Diego Ifrán         |
| 22 | Spagna (bandiera)  | C     | Dani Estrada        |
| 23 | Spagna (bandiera)  | C     | Javier Ros          |
| 24 | Spagna (bandiera)  | D     | Alberto de la Bella |
| 25 | Spagna (bandiera)  | C     | Esteban Granero     |
| 26 | Spagna (bandiera)  | P     | Enrique Royo        |
| 28 | Spagna (bandiera)  | C     | Jon Gaztañaga       |
| 29 | Spagna (bandiera)  | C     | Pablo Hervías       |
| 31 | Spagna (bandiera)  | D     | Joseba Zaldúa       |
| 32 | Spagna (bandiera)  | A     | Marco Sangalli      |

## Calciomercato

### Sessione estiva(dall'1/7 al 2/9)
I colpi principali del mercato della Real Sociedad sono in entrata il giovane Seferović, che viene prelevato dalla Fiorentina per poco meno di tre milioni di euro, mentre in uscita viene ceduto al Real Madrid il nazionale Under-21 della Spagna Asier Illarramendi. La cifra pagata per il calciatore basco ammonta a 32,19 milioni di euro (la clausola rescissoria più i bonus), che sale a 39 se si considera l'IVA, e lo porta a essere lo spagnolo più costoso del club madrileno.
Il 15 agosto viene ufficializzato anche l'acquisto del centrocampista scuola Real Madrid Esteban Granero, che passa alla Real Sociedad in prestito con diritto di riscatto.
| Acquisti | Acquisti        | Acquisti   | Acquisti                         |
| R.       | Nome            | da         | Modalità                         |
| -------- | --------------- | ---------- | -------------------------------- |
| A        | Joseba Llorente | Osasuna    | fine prestito                    |
| A        | Haris Seferović | Fiorentina | definitivo (3 mln €)             |
| C        | Mikel Abaroa    | svincolato |                                  |
| A        | Óscar Vega      | Leganés    | definitivo                       |
| C        | Esteban Granero | QPR        | prestito con diritto di riscatto |

| Cessioni | Cessioni           | Cessioni    | Cessioni              |
| R.       | Nome               | a           | Modalità              |
| -------- | ------------------ | ----------- | --------------------- |
| A        | Joseba Llorente    |             | svincolato            |
| C        | Asier Illarramendi | Real Madrid | definitivo (30 mln €) |
| C        | Mikel Abaroa       | Real Unión  | prestito              |
| A        | Óscar Vega         | Real Unión  | prestito              |

### Sessione invernale(dal 3/1 al 31/1)
| Acquisti | Acquisti       | Acquisti      | Acquisti               |
| R.       | Nome           | da            | Modalità               |
| -------- | -------------- | ------------- | ---------------------- |
| A        | Sergio Canales | Real Sociedad | definitivo (3,5 mln €) |

| Cessioni | Cessioni          | Cessioni            | Cessioni |
| R.       | Nome              | a                   | Modalità |
| -------- | ----------------- | ------------------- | -------- |
| D        | Liassine Cadamuro | Maiorca             | prestito |
| A        | Diego Ifrán       | Deportivo La Coruña | prestito |

## Risultati

### Primera División

#### Girone d'andata
| Arbitro: | Juan Martínez Munuera (Comitato valenciano) |

|                        |           |  |
| Vela 41’ Seferović 69’ | Marcatori |  |

| Arbitro: | Pedro Jesús Pérez Montero (Comitato andaluso) |

|         |           |          |
| Coro 2’ | Marcatori | 74’ Vela |

| Arbitro: | Miguel Angel Ayza Gámez (Comitato valenciano) |

|               |           |                    |
| X. Prieto 68’ | Marcatori | 27’ Villa 56’ Koke |

| Valencia 14 settembre 2013, ore 18:00 CEST 4ª giornata | Levante                                    | 0 – 0 referto | Real Sociedad | Ciutat de Valencia (18.000 spett.)\| Arbitro: \| Eduardo Prieto Iglesias (Comitato navarro) \| |
| Arbitro:                                               | Eduardo Prieto Iglesias (Comitato navarro) |               |               |                                                                                                |

| San Sebastián 21 settembre 2013, ore 16:00 CEST 5ª giornata | Real Sociedad                                      | 0 – 0 referto | Malaga | Anoeta (25.265 spett.)\| Arbitro: \| José Antonio Teixeira Vitienes (Comitato cantabro) \| |
| Arbitro:                                                    | José Antonio Teixeira Vitienes (Comitato cantabro) |               |        |                                                                                            |

| Arbitro: | Jesús Gil Manzano (Comitato estremegno) |

|                                            |           |                 |
| Neymar 4’ Messi 7’ Busquets 22’ Bartra 76’ | Marcatori | 63’ de la Bella |

| Arbitro: | Carlos Velasco Carballo (Comitato madrileno) |

|               |           |              |
| Griezmann 65’ | Marcatori | 18’ Samperio |

| Arbitro: | Javier Estrada Fernández (Comitato catalano) |

|           |           |  |
| Viera 87’ | Marcatori |  |

| Arbitro: | Alejandro Hernández Hernández (Comitato di Las Palmas) |

|           |           |                            |
| Pabón 89’ | Marcatori | 40’ Griezmann 58’ R. Pardo |

| Arbitro: | Fernando Teixeira Vitienes (Comitato cantabro) |

|                                 |           |  |
| Griezmann 12’, 49’ J. Ángel 55’ | Marcatori |  |

| Arbitro: | Antonio Mateu Lahoz (Comitato valenciano) |

|                           |           |                    |
| Larsson 76’ J. Guerra 78’ | Marcatori | 15’, 53’ Griezmann |

| Arbitro: | Carlos Del Cerro Grande (Comitato madrileno) |

|                                                                         |           |  |
| Ansotegui 33’ I. Martínez 47’ Griezmann 56’ G. Castro 81’ Seferović 87’ | Marcatori |  |

| Arbitro: | Juan Martínez Munuera (Comitato asturiano) |

|                                                  |           |               |
| C. Ronaldo 11’, 26’, 76’ Benzema 17’ Khedira 35’ | Marcatori | 61’ Griezmann |

| Arbitro: | César Muñiz Fernández (Comitato valenciano) |

|                        |           |                               |
| Vela 5’, 60’, 78’, 80’ | Marcatori | 22’, 56’ Rafinha 27’ Á. López |

| Arbitro: | Fernando Teixeira Vitienes (Comitato cantabro) |

|             |           |                                   |
| Córdoba 31’ | Marcatori | 68’ Griezmann 87’ (aut.) D. López |

| Arbitro: | Antonio Mateu Lahoz (Comitato valenciano) |

|                                                             |           |            |
| Agirretxe 5’, 67’ Ansotegui 55’ Griezmann 62’ X. Prieto 85’ | Marcatori | 19’ Molina |

| Arbitro: | Carlos Clos Gómez (Comitato aragonese) |

|          |           |                             |
| Piti 36’ | Marcatori | 28’, 63’ Vela 40’ Griezmann |

| Arbitro: | Pedro Jesús Pérez Montero (Comitato andaluso) |

|                            |           |  |
| Griezmann 43’ R. Pardo 89’ | Marcatori |  |

| Arbitro: | Carlos Velasco Carballo (Comitato madrileno) |

|                                                |           |               |
| dos Santos 16’, 33’ Uche 26’, 55’ M. Gómez 58’ | Marcatori | 59’ Agirretxe |

#### Girone di ritorno
| Arbitro: | David Fernández Borbalán (Comitato andaluso) |

|                        |           |                   |
| Marica 28’ P. León 52’ | Marcatori | 4’, 16’ Agirretxe |

| Arbitro: | Ignacio Iglesias Villanueva (Comitato galiziano) |

|                                                 |           |  |
| D. Suárez 2’ (aut.) Griezmann 11’, 73’ Vela 49’ | Marcatori |  |

| Arbitro: | Javier Estrada Fernández (Comitato catalano) |

|                                              |           |  |
| Villa 38’ D. Costa 71’ Miranda 74’ Diego 86’ | Marcatori |  |

| San Sebastián 9 febbraio 2014, ore 19:00 CET 23ª giornata | Real Sociedad                          | 0 – 0 referto | Levante | Anoeta (23.788 spett.)\| Arbitro: \| Carlos Clos Gómez (Comitato aragonese) \| |
| Arbitro:                                                  | Carlos Clos Gómez (Comitato aragonese) |               |         |                                                                                |

| Arbitro: | Carlos Del Cerro Grande (Comitato madrileno) |

|  |           |         |
|  | Marcatori | 9’ Vela |

| Arbitro: | David Fernández Borbalán (Comitato andaluso) |

|                                            |           |           |
| Song 31’ (aut.) Griezmann 53’ Zurutuza 58’ | Marcatori | 35’ Messi |

| Arbitro: | Alejandro Hernández Hernández (Comitato di Las Palmas) |

|             |           |  |
| Gameiro 77’ | Marcatori |  |

| Arbitro: | Alfonso Javier Alvarez Izquierdo (Comitato catalano) |

|                             |           |                                             |
| I. Martínez 1’ R. Pardo 44’ | Marcatori | 3’ (rig.) Larrivey 46’ A. Bueno 66’ Rochina |

| Arbitro: | Javier Estrada Fernández (Comitato catalano) |

|               |           |  |
| Agirretxe 60’ | Marcatori |  |

| Arbitro: | Miguel Angel Ayza Gámez (Comitato valenciano) |

|                                       |           |                                    |
| Ó. Díaz 29’ Verza 66’, 70’ Hicham 89’ | Marcatori | 21’ Vela 58’ Agirretxe 85’ Bergara |

| Arbitro: | Carlos Del Cerro Grande (Comitato madrileno) |

|          |           |  |
| Vela 22’ | Marcatori |  |

| Arbitro: | David Fernández Borbalán (Comitato andaluso) |

|              |           |           |
| O. Riera 58’ | Marcatori | 7’ Castro |

| Arbitro: | Alejandro Hernández Hernández (Comitato di Las Palmas) |

|  |           |                                               |
|  | Marcatori | 44’ Illarramendi 66’ Bale 84’ Pepe 87’ Morata |

| Arbitro: | Javier Estrada Fernández (Comitato catalano) |

|                           |           |                          |
| Nolito 37’ Santi Mina 82’ | Marcatori | 8’ Canales 42’ Griezmann |

| Arbitro: | Carlos Velasco Carballo (Comitato madrileno) |

|                      |           |             |
| Canales 31’ Vela 89’ | Marcatori | 24’ Córdoba |

| Arbitro: | Miguel Angel Ayza Gámez (Comitato valenciano) |

|  |           |          |
|  | Marcatori | 48’ Vela |

| Arbitro: | Fernando Teixeira Vitienes (Comitato cantabro) |

|          |           |              |
| Vela 78’ | Marcatori | 90+3’ Ighalo |

| Arbitro: | Carlos Del Cerro Grande (Comitato madrileno) |

|             |           |               |
| Muniain 49’ | Marcatori | 74’ Agirretxe |

| Arbitro: | Carlos Velasco Carballo (Comitato madrileno) |

|            |           |                         |
| Vela 90+3’ | Marcatori | 26’ dos Santos 69’ Uche |

### Coppa del Re

#### Sedicesimi di finale
| Arbitro: | Miguel Angel Ayza Gámez (Comitato valenciano) |

|            |           |               |
| Alfaro 63’ | Marcatori | 58’ Griezmann |

| Arbitro: | César Muñiz Fernández (Comitato asturiano) |

|                                                 |           |  |
| J. Ros 40’ Seferović 66’ Griezmann 70’ Vela 75’ | Marcatori |  |

#### Ottavi di finale
| San Sebastián 9 gennaio 2014, ore 19:30 CET Ottavi di finale - Andata | Real Sociedad                               | 0 – 0 referto | Villarreal | Anoeta (21.030 spett.)\| Arbitro: \| Alberto Undiano Mallenco (Comitato navarro) \| |
| Arbitro:                                                              | Alberto Undiano Mallenco (Comitato navarro) |               |            |                                                                                     |

| Arbitro: | Eduardo Prieto Iglesias (Comitato navarro) |

|  |           |            |
|  | Marcatori | 31’ J. Ros |

#### Quarti di finale
| Arbitro: | Carlos Velasco Carballo (Comitato madrileno) |

|                              |           |          |
| M. González 4’, 34’ Vela 61’ | Marcatori | 82’ Koné |

| Santander 30 gennaio 2014, ore 21:00 CET Quarti di finale - Ritorno | Racing Santander                        | 0 – 3 (tav) | Real Sociedad | El Sardinero\| Arbitro: \| Jesús Gil Manzano (Comitato estremegno) \| |
| Arbitro:                                                            | Jesús Gil Manzano (Comitato estremegno) |             |               |                                                                       |

#### Semifinali
| Arbitro: | José Luis González González (Comitato castiglianoleonese) |

|                            |           |  |
| Busquets 43’ Zubikarai 59’ | Marcatori |  |

| Arbitro: | Fernando Teixeira Vitienes (Comitato cantabro) |

|               |           |           |
| Griezmann 86’ | Marcatori | 26’ Messi |

### UEFA Champions League

#### Turni preliminari

##### Play-off
| Arbitro: | Milorad Mažić |

|  |           |                             |
|  | Marcatori | 17’ Griezmann 50’ Seferović |

| Arbitro: | Damir Skomina |

|                 |           |  |
| Vela 67’, 90+1’ | Marcatori |  |

#### Fase a gironi
| Arbitro: | Ovidiu Alin Hațegan |

|  |           |                      |
|  | Marcatori | 65’, 87’ A. Teixeira |

| Arbitro: | Sergej Karasëv |

|                            |           |          |
| Rolfes 45+1’ Hegeler 90+2’ | Marcatori | 51’ Vela |

| Arbitro: | Bas Nijhuis |

|                       |           |  |
| I. Martínez 2’ (aut.) | Marcatori |  |

| San Sebastián 5 novembre 2013, ore 20:45 CET 4ª giornata - Gruppo A | Real Sociedad  | 0 – 0 referto | Manchester Utd | Anoeta (30.998 spett.)\| Arbitro: \| Nicola Rizzoli \| |
| Arbitro:                                                            | Nicola Rizzoli |               |                |                                                        |

| Arbitro: | Olegário Benquerença |

|                                                  |           |  |
| L. Adriano 37’ A. Teixeira 48’ D. Costa 68’, 87’ | Marcatori |  |

| Arbitro: | Tom Harald Hagen |

|  |           |            |
|  | Marcatori | 49’ Toprak |

|                   | MNU | ŠAC | LEV | RSO |
| Manchester United |     | 1-0 | 4-2 | 1-0 |
| Šachtar Donec'k   | 1-1 |     | 0-0 | 4-0 |
| Bayer Leverkusen  | 0-5 | 4-0 |     | 2-1 |
| Real Sociedad     | 0-0 | 0-2 | 0-1 |     |

| Squadra          | P.ti | G | V | P | S | GF | GS | DG |
| ---------------- | ---- | - | - | - | - | -- | -- | -- |
| Manchester Utd   | 14   | 6 | 4 | 2 | 0 | 12 | 3  | +9 |
| Bayer Leverkusen | 10   | 6 | 3 | 1 | 2 | 9  | 10 | -1 |
| Šachtar          | 8    | 6 | 2 | 2 | 2 | 7  | 6  | +1 |
| Real Sociedad    | 1    | 6 | 0 | 1 | 5 | 1  | 10 | -9 |

- Manchester Utd e   Bayer Leverkusen qualificate agli ottavi di finale di UEFA Champions League 2013-2014.
- Šachtar qualificata ai sedicesimi di finale di UEFA Europa League 2013-2014.

## Statistiche
Tutte le statistiche aggiornate al 18 maggio 2014, a stagione finita.

### Statistiche di squadra
| Competizione          | Punti | In casa | In casa | In casa | In casa | In casa | In casa | In trasferta | In trasferta | In trasferta | In trasferta | In trasferta | In trasferta | Totale | Totale | Totale | Totale | Totale | Totale | DR  |
| Competizione          | Punti | G       | V       | N       | P       | Gf      | Gs      | G            | V            | N            | P            | Gf           | Gs           | G      | V      | N      | P      | Gf     | Gs     | DR  |
| --------------------- | ----- | ------- | ------- | ------- | ------- | ------- | ------- | ------------ | ------------ | ------------ | ------------ | ------------ | ------------ | ------ | ------ | ------ | ------ | ------ | ------ | --- |
| Primera División      | 59    | 19      | 11      | 4       | 4       | 38      | 19      | 19           | 5            | 7            | 7            | 24           | 36           | 38     | 16     | 11     | 11     | 62     | 55     | +7  |
| Coppa del Re          | -     | 4       | 2       | 2       | 0       | 8       | 2       | 4            | 2            | 1            | 1            | 5            | 3            | 8      | 4      | 3      | 1      | 13     | 5      | +8  |
| UEFA Champions League | 1     | 4       | 1       | 1       | 2       | 2       | 3       | 4            | 1            | 0            | 3            | 3            | 7            | 8      | 2      | 1      | 5      | 5      | 10     | -11 |
| Totale                | -     | 27      | 14      | 7       | 6       | 48      | 24      | 27           | 8            | 8            | 11           | 32           | 46           | 54     | 22     | 15     | 17     | 80     | 70     | +10 |

### Statistiche dei giocatori
In corsivo i giocatori che hanno lasciato la squadra a stagione già iniziata.
| Giocatore      | Primera División | Primera División | Primera División | Primera División | Coppa di Spagna | Coppa di Spagna | Coppa di Spagna | Coppa di Spagna | Champions League | Champions League | Champions League | Champions League | Totale   | Totale | Totale      | Totale     |
| Giocatore      | Presenze         | Reti             | Ammonizioni      | Espulsioni       | Presenze        | Reti            | Ammonizioni     | Espulsioni      | Presenze         | Reti             | Ammonizioni      | Espulsioni       | Presenze | Reti   | Ammonizioni | Espulsioni |
| -------------- | ---------------- | ---------------- | ---------------- | ---------------- | --------------- | --------------- | --------------- | --------------- | ---------------- | ---------------- | ---------------- | ---------------- | -------- | ------ | ----------- | ---------- |
| I. Agirretxe   | 31               | 8                | 1                | 0                | 3               | 0               | 0               | 0               | 6                | 0                | 0                | 0                | 40       | 8      | 1           | 0          |
| J. Ángel       | 22               | 1                | 5                | 0                | 7               | 0               | 0               | 0               | 1                | 0                | 0                | 0                | 30       | 1      | 5           | 0          |
| I. Ansotegui   | 24               | 2                | 1                | 0                | 4               | 0               | 0               | 0               | 3                | 0                | 1                | 0                | 31       | 2      | 2           | 0          |
| M. Bergara     | 32               | 1                | 4                | 0                | 1               | 0               | 0               | 0               | 7                | 0                | 4                | 0                | 40       | 1      | 8           | 0          |
| C. Bravo       | 37               | -52              | 3                | 0                | 0               | -0              | 0               | 0               | 7                | -9               | 0                | 0                | 44       | -61    | 3           | 0          |
| L. Cadamuro    | 3                | 0                | 0                | 0                | 2               | 0               | 1               | 0               | 2                | 0                | 1                | 0                | 7        | 0      | 2           | 0          |
| A. Callens     | 0                | 0                | 0                | 0                | 0               | 0               | 0               | 0               | -                | -                | -                | -                | 0        | 0      | 0           | 0          |
| S. Canales     | 16               | 2                | 3                | 0                | 2               | 0               | 0               | 0               | -                | -                | -                | -                | 18       | 2      | 3           | 0          |
| G. Castro      | 23               | 2                | 1                | 0                | 6               | 0               | 0               | 0               | 7                | 0                | 0                | 0                | 36       | 2      | 1           | 0          |
| A. de la Bella | 17               | 1                | 4                | 0                | 1               | 0               | 0               | 0               | 7                | 0                | 0                | 0                | 25       | 1      | 4           | 0          |
| G. Elustondo   | 20               | 0                | 2                | 0                | 6               | 0               | 1               | 0               | 4                | 0                | 1                | 0                | 30       | 0      | 4           | 0          |
| D. Estrada     | 3                | 0                | 0                | 0                | -               | -               | -               | -               | 2                | 0                | 0                | 0                | 5        | 0      | 0           | 0          |
| J. Gaztañaga   | 3                | 0                | 1                | 0                | 5               | 0               | 2               | 0               | 1                | 0                | 1                | 0                | 9        | 0      | 4           | 0          |
| M. González    | 21               | 0                | 7                | 1                | 6               | 2               | 0               | 0               | 5                | 0                | 1                | 0                | 32       | 2      | 8           | 1          |
| E. Granero     | 4                | 0                | 1                | 0                | -               | -               | -               | -               | 3                | 0                | 0                | 0                | 7        | 0      | 1           | 0          |
| A. Griezmann   | 35               | 16               | 5                | 0                | 7               | 3               | 0               | 0               | 8                | 1                | 0                | 0                | 50       | 20     | 5           | 0          |
| P. Hervías     | 1                | 0                | 0                | 0                | -               | -               | -               | -               | -                | -                | -                | -                | 1        | 0      | 0           | 0          |
| D. Ifrán       | 0                | 0                | 0                | 0                | -               | -               | -               | -               | -                | -                | -                | -                | 0        | 0      | 0           | 0          |
| C. Martínez    | 24               | 0                | 2                | 0                | 2               | 0               | 0               | 0               | 5                | 0                | 0                | 0                | 31       | 0      | 2           | 0          |
| I. Martínez    | 35               | 2                | 11               | 0                | 6               | 0               | 1               | 1               | 7                | 0                | 2                | 0                | 48       | 2      | 14          | 1          |
| R. Pardo       | 35               | 3                | 5                | 0                | 3               | 0               | 0               | 0               | 6                | 0                | 0                | 0                | 44       | 3      | 5           | 0          |
| X. Prieto      | 30               | 2                | 6                | 0                | 7               | 0               | 0               | 0               | 7                | 0                | 2                | 0                | 44       | 2      | 8           | 0          |
| J. Ros         | 9                | 0                | 2                | 0                | 5               | 2               | 0               | 0               | 2                | 0                | 0                | 0                | 16       | 2      | 2           | 0          |
| E. Royo        | 0                | -0               | 0                | 0                | 0               | -0              | 0               | 0               | 0                | -0               | 0                | 0                | 0        | -0     | 0           | 0          |
| M. Sangalli    | 2                | 0                | 0                | 0                | 1               | 0               | 0               | 0               | 0                | 0                | 0                | 0                | 3        | 0      | 0           | 0          |
| H. Seferović   | 24               | 2                | 2                | 0                | 8               | 1               | 0               | 0               | 8                | 1                | 0                | 0                | 40       | 4      | 2           | 0          |
| C. Vela        | 37               | 16               | 4                | 0                | 7               | 2               | 2               | 0               | 8                | 3                | 3                | 0                | 52       | 21     | 9           | 0          |
| J. Zaldúa      | 10               | 0                | 2                | 0                | 7               | 0               | 1               | 0               | 0                | 0                | 0                | 0                | 17       | 0      | 3           | 0          |
| E. Zubikarai   | 1                | -3               | 0                | 0                | 8               | -5              | 1               | 0               | 1                | -1               | 0                | 0                | 10       | -9     | 1           | 0          |
| D. Zurutuza    | 28               | 1                | 4                | 0                | 5               | 0               | 1               | 0               | 5                | 0                | 1                | 0                | 38       | 1      | 6           | 0          |

## Giovanili

### Organigramma societario
Area tecnica - Real Sociedad B
- Allenatore: Asier Santana
- Allenatori in seconda: Imanol Alguacil
- Preparatore atletico: Oier Agirrezabalaga

### Piazzamenti
- Real Sociedad B:
  - Segunda División B 2013-2014: 12º classificato nel gruppo II.
- Juvenil A:
  - Campionato: 1º classificato nel gruppo 2 della División de Honor. Qualificato alla "Copa de Campeones".
  - Copa de Campeones: Finalista.[54]